# 彫刻家

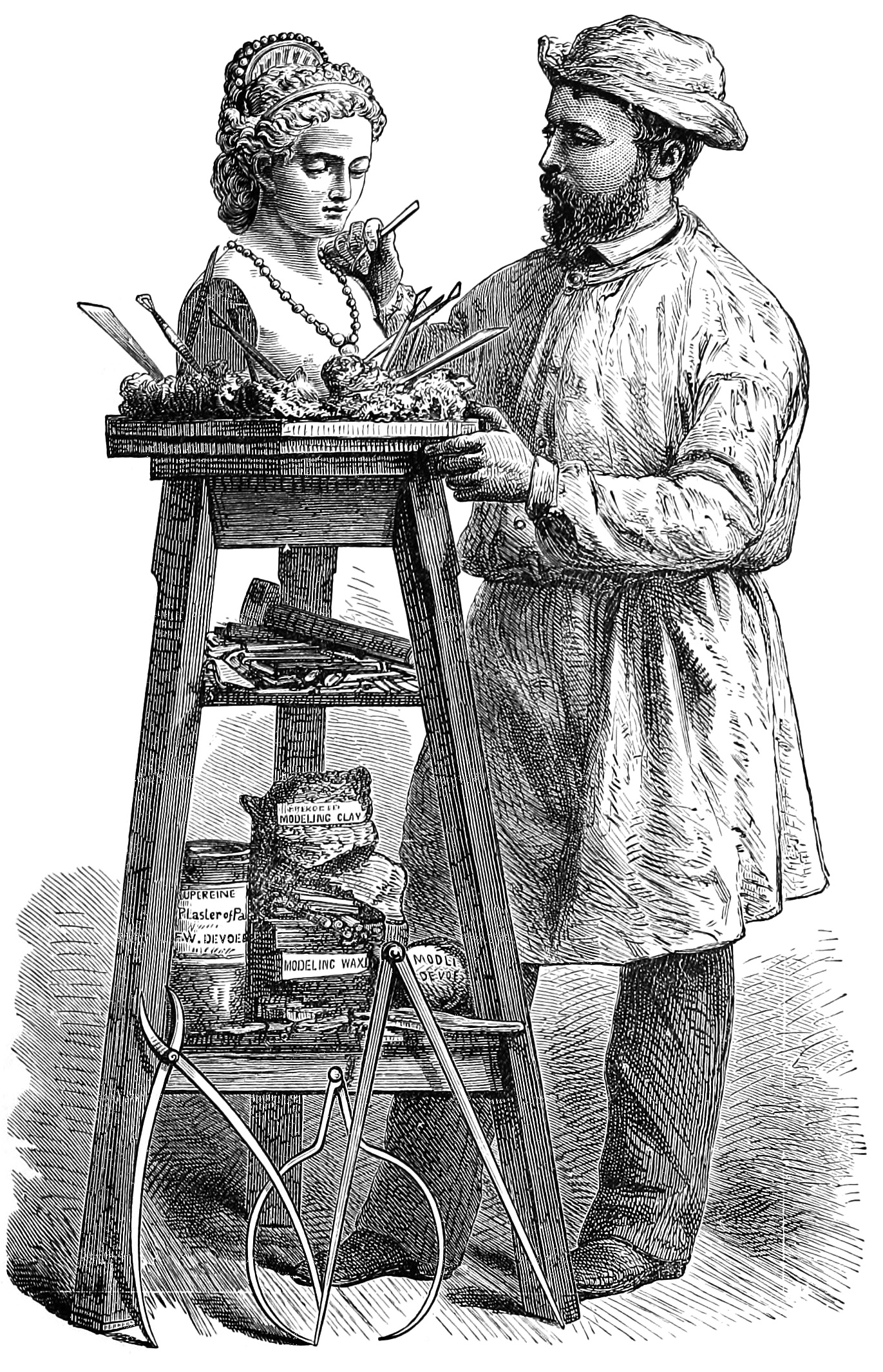
彫刻家を描いた版画

彫刻家（ちょうこくか）とは、芸術家、美術家のなかでも立体作品、造形物としての彫刻を作る人のことを称する。
しかし、彫刻家と工芸家の境界は明確ではない為、彫刻家と工芸家を兼ねている事がある。また、彫刻家ではなく造形作家と呼称される事がある。
造形手段として、石や木、金属(彫金)等の素材を彫り込み、加工させ、立体物にしたり、模様を刻むなどして、素材に変化をくわえ芸術作品へと変貌させる。現代では独自の形態を持つオブジェなどを一定の空間内に配置し、空間的な美しさを表す作品が主流となっている。一部の作家は彫刻家とは名乗らず「空間造形作家」「立体アーティスト」と称する人もいる。一般的に単体のモチーフに媒体が木材、石材、金属を彫って作られたものを彫刻作品とするが、プラスチック素材、樹脂、繊維、紙などを用いる作品も多く、特定の素材や制作手法に偏る見方はない。

## 著名な彫刻家

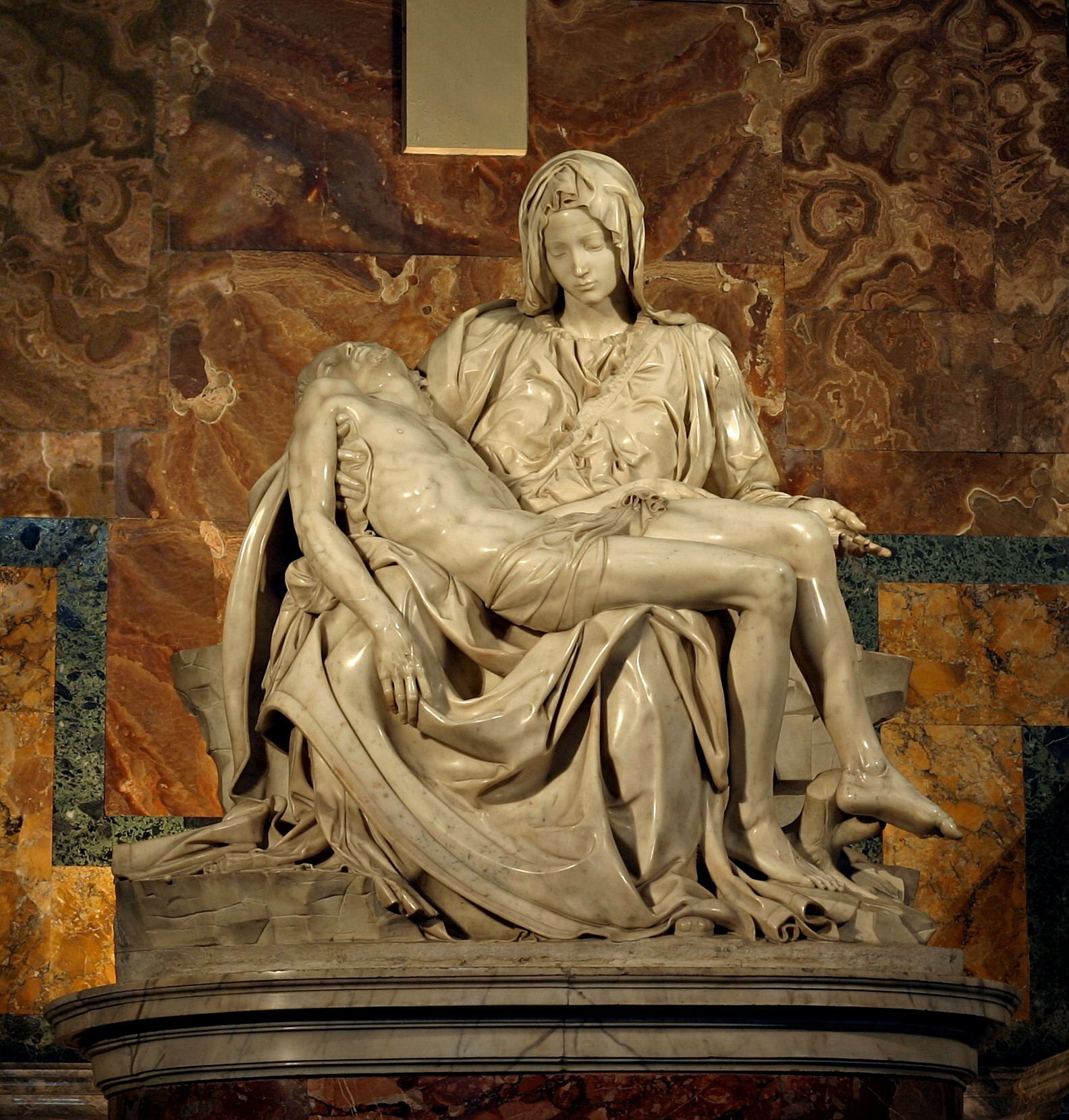
ミケランジェロの「ピエタ」

|  | 名前                             |   | 代表作                           |   | 生没年                                    |
|  | ドナテルロ                       | - | 「ダヴィデ像」                   | - | 1386年?月?日 - 1466年12月13日（80歳没）   |
|  | ミケランジェロ                   | - | 「ピエタ」                       | - | 1475年3月6日 - 1564年2月18日（88歳没）    |
|  | ベンヴェヌート・チェッリーニ     | - | 「ペルセウス」                   | - | 1500年11月3日 - 1571年2月13日（70歳没）   |
|  | ジャンボローニャ                 | - | 「サビニの女たちの略奪」         | - | 1529年?月?日 - 1608年8月13日（79歳没）    |
|  | ジャン・ロレンツォ・ベルニーニ   | - | 「サン・ピエトロ大聖堂の天蓋」   | - | 1598年11月3日 - 1680年11月28日（82歳没）  |
|  | アントニオ・カノーヴァ           | - | 「ペルセウスとメドゥーサの首」   | - | 1757年11月1日 - 1822年10月13日（64歳没）  |
|  | オーギュスト・ロダン             | - | 「考える人」                     | - | 1840年11月12日 - 1917年11月17日（77歳没） |
|  | フランソワ・ポンポン             | - | 「フクロウ」                     | - | 1855年5月9日 - 1933年5月6日（77歳没）     |
|  | アントワーヌ・ブールデル         | - | 「アダム」                       | - | 1861年10月30日 - 1929年10月1日（67歳没）  |
|  | アリスティド・マイヨール         | - | 「夜」                           | - | 1861年12月8日 - 1944年9月27日（82歳没）   |
|  | カミーユ・クローデル             | - | 「カミーユの頭像」               | - | 1864年12月8日 - 1943年10月19日（78歳没）  |
|  | ミゲル・ブレイ                   | - | 「最初の寒さ」                   | - | 1866年10月?日 - 1936年1月22日（69歳没）   |
|  | ジャン・アルプ（ハンス・アルプ） | - | 「バラを食べるもの」             | - | 1886年9月16日 - 1966年6月7日（79歳没）    |
|  | オシップ・ザッキン               | - | 「メッセンジャー」               | - | 1890年7月14日 - 1967年11月25日（77歳没）  |
|  | 黄土水                           | - | 「釋迦出山の釈迦像」             | - | 1895年7月3日 - 1930年12月21日（35歳没）   |
|  | アレクサンダー・カルダー         | - | 「モビール」                     | - | 1898年7月22日 - 1976年11月11日（78歳没）  |
|  | ヘンリー・ムーア                 | - | 「横たわる像」                   | - | 1898年7月30日 - 1986年8月31日（88歳没）   |
|  | アルベルト・ジャコメッティ       | - | 「午前4時の宮殿」                | - | 1901年10月10日 - 1966年1月11日（64歳没）  |
|  | イサム・ノグチ                   | - | 「黒い太陽」                     | - | 1904年11年17日 - 1988年12月30日（84歳没） |
|  | ジャコモ・マンズー               | - | 「ザルツブルク大聖堂の愛の扉」   | - | 1908年10月22日 - 1991年1月18日（82歳没）  |
|  | ルイーズ・ブルジョワ             | - | 「ママン」                       | - | 1911年12月25日 - 2010年5月31日（98歳没）  |
|  | ワグナー・ナンドール             | - | 「ハンガリアン・コープス像」     | - | 1922年10月7日 - 1997年11月15日（75歳没）  |
|  | ジャン・ティンゲリー             | - | 「キネティック・アート」         | - | 1925年5月22日 - 1991年8月30日（66歳没）   |
|  | ニキ・ド・サンファル             | - | 「射撃絵画」                     | - | 1930年10月29日 - 2002年5月21日（71歳没）  |
|  | ジュリアーノ・ヴァンジ           | - | 「ピサ大聖堂の正餐台」           | - | 1931年3月13日 -                           |
|  | アントニー・ゴームリー           | - | 「エンジェル・オブ・ザ・ノース」 | - | 1950年8月30日 -                           |

### 日本

#### 明治・大正

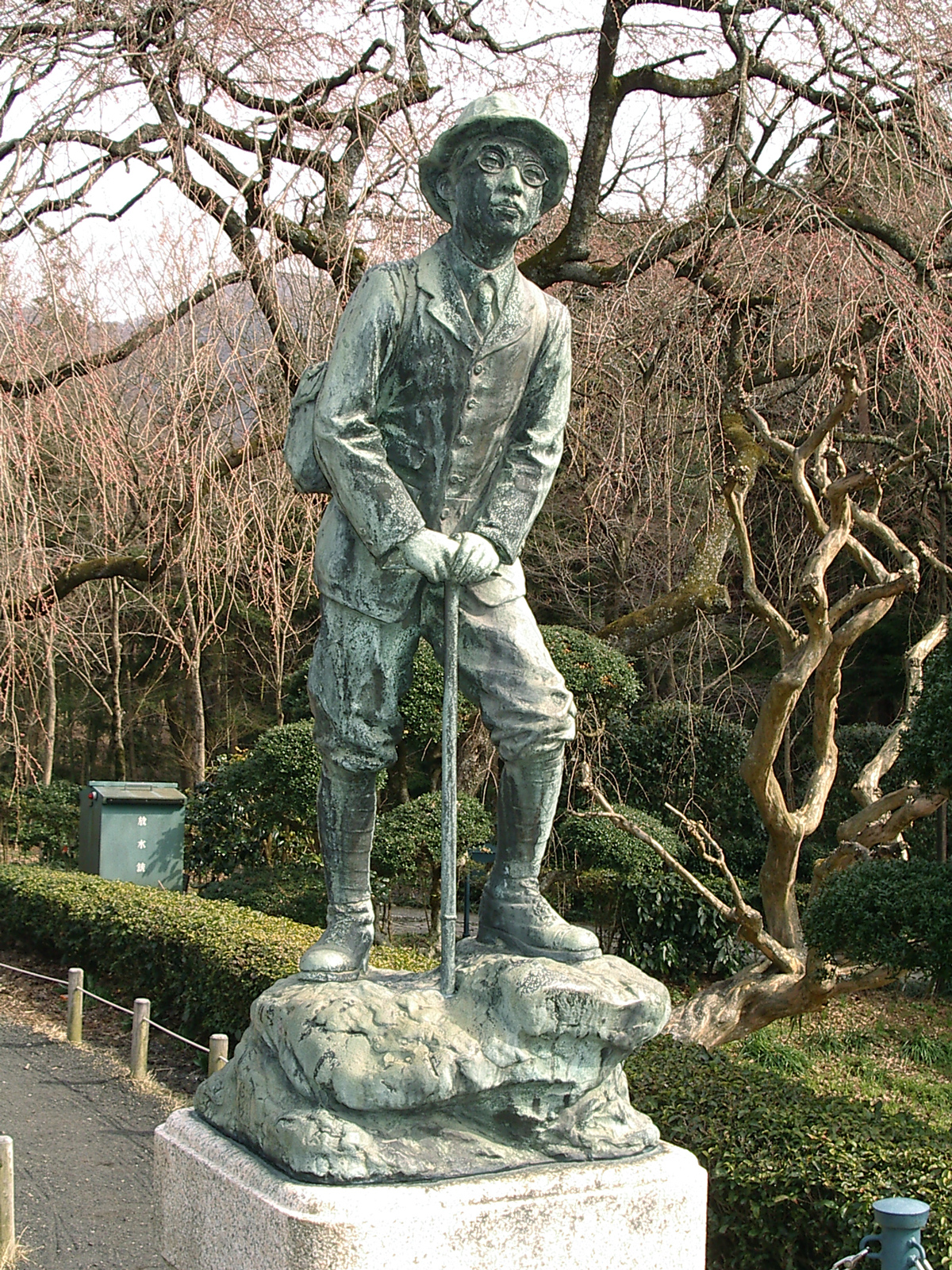
朝倉文夫の作品

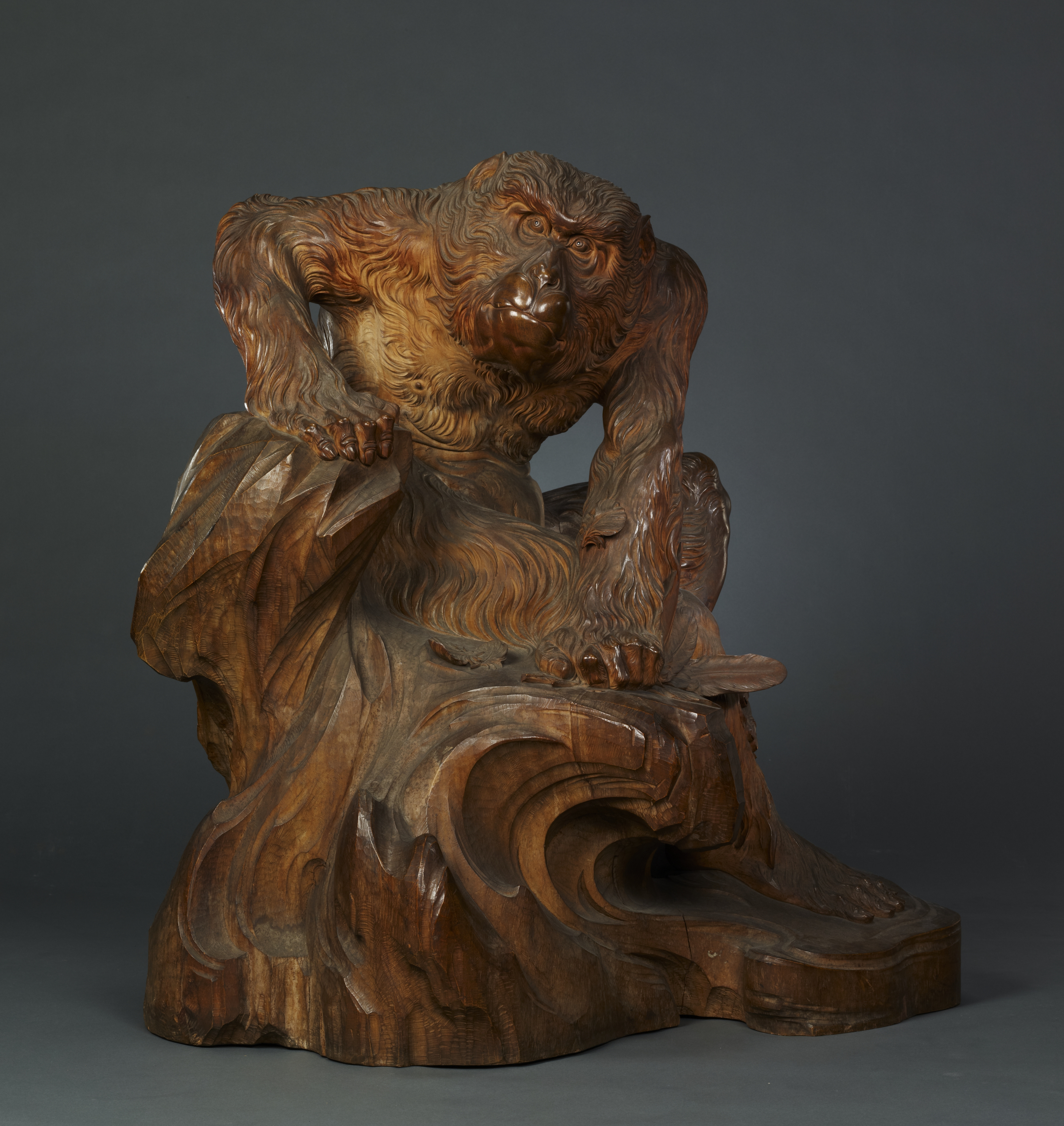
『老猿』高村光雲（1893年）

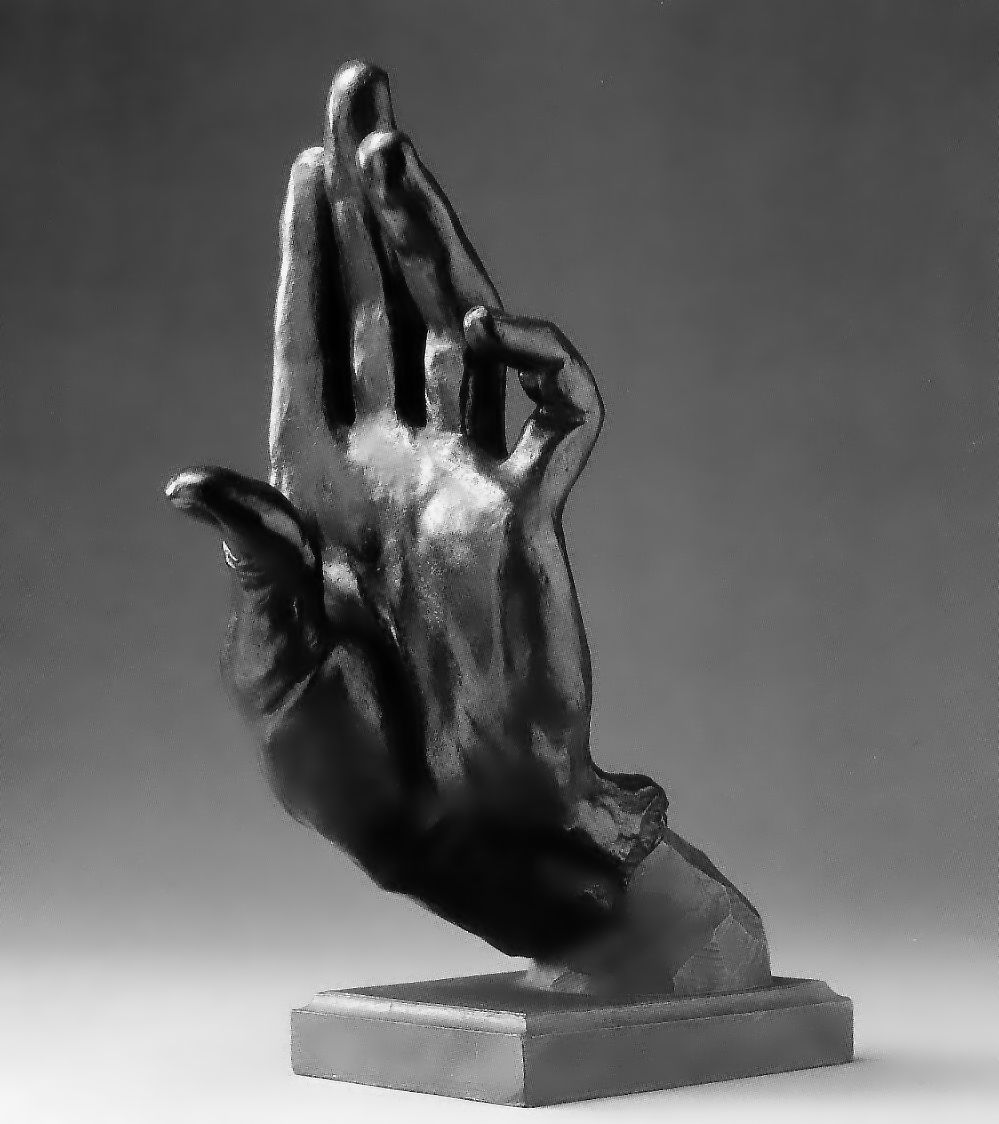
『手』高村光太郎（1918年）

- 朝倉文夫
- 石井鶴三
- 石川光明
- 大塚楽堂
- 荻原守衛
- 新海竹太郎
- 高村光雲
- 高村光太郎
- 中原悌二郎
- 平櫛田中
- 横江嘉純

#### 昭和/現代
- 朝倉響子
- 雨宮治郎
- 飯田善国
- 井上武吉
- 岩野勇三
- 植松奎二
- 丑久保健一
- 圓鍔勝三
- 大須賀力
- 岡孝博
- 加藤宇章
- 木内克
- 菊池一雄
- 木口九峰
- 北村西望
- 清水九兵衛
- 米治一
- 昆野恒
- 佐々木大樹
- 佐藤忠良
- 笹戸千津子
- 澄川喜一
- 高田博厚
- 辻志郎
- 富永直樹
- 流政之
- 橋本平八
- 舟越保武
- 細川宗英
- 堀内正和
- 本郷新
- 松村外次郎
- 三木富雄
- 柳原義達
- 山本豊市
- 淀井敏夫
- 多田美波
- 水井康雄
- 青木野枝
- 雨宮敬子
- 池谷雅之
- 池田宗弘
- 一色邦彦
- 大河原隆則
- 川俣正
- 工藤健
- 黒川晃彦
- 小針樹生
- 佐々木紀政
- 重岡建治
- 瀬戸優
- 名和晃平
- 棚田康司
- はしもとみお
- 舟越桂
- 古郷秀一
- 松田一戯
- 三沢厚彦
- 御宿至
- 三宅一樹
- 茂木弘行
- 矢形勇
- 保井智貴
- 安田侃
- 籔内佐斗司
- 山本正道
- 湯村光
- 吉野毅
- 吉野美奈子